# Юдін Георгій Григорович
Георгій Григорович Юдін (рос. Георгий Григорьевич Юдин; 16 лютого 1937, Ленінград, СРСР) — радянський хокеїст, нападник. Один з основоположників хокейної команди «Динамо» (Київ).

## Біографія
Народився 16 лютого 1937 року. Батько працював токарем на заводі, мама — бухгалтером у дитячому садку. Влітку 1941 року перебував разом з старшим на два роки братом Ігорем у піонерському таборі (село Пісочне), після початку Німецько-радянської війни хлопці повернулися до Ленінграда. Батько пішов на фронт і зник безвісти. Мати з трьома синами перебувала в Ленінграді з першого до останнього дня блокади. Молодший брат Володимир помер у війну. Після перемого мама поїхала на заробітки до Чукотки. Ігор і Георгій спочатку перебували під наглядом домопрацівниці, а потім мешкали вдвох. Мама вдруге одружилася з військовим, разом з хлопцями вони мешкали у Німеччині, а потім повернулися до Ленінграда.
Спочатку займався волейболом, а потім грав за футбольну і хокейну команди спортивного товариства «Динамо» (перший тренер — Федір Гаврилін). У футболі виступав за збірну Ленінграду і після школи «Динамо» тренувався у дублі «Зеніта», але вирішив продовжувати спортивну кар'єру в хокеї. На той час у місті були три команди; він перейшов з «Динамо» до «Авангарда» і відіграв там шість сезонів. 1958 року клуб фінішував п'ятим у чемпіонаті, відразу після потужних московських колективів і змінив назву на «Кіровець». 1961 року Георгій Юдін увійшов до списку найрезультативніших гравців першості СРСР — 20 закинутих шайб. Після одного сезону у «Даугаві» (Рига), пристав на пропозицію пограти у новоствореній команді київського «Динамо». Вніс вагомий внесок у здобуття путівки до вищої ліги і закріплення в еліті радянського хокею. Всього за українську команду провів п'ять сезонів. Завершував ігрову кар'єру в мінському «Трпедо».
1962 року став срібним медалістом Універсіади, що проходила в Швейцарії (3 матчі, 2 голи). За студентську збірну Радянського Союзу грали майбутні партнери по київському «Динамо» Віктор Мосягін і Герман Григор'єв, а також гравець «Локомотива» Валентин Козін, який того ж року дебютує у першій збірній СРСР.

## Статистика
| Сезон   | Команда                | Ліга  | І  | Г  | П  | О  | Штр |
| ------- | ---------------------- | ----- | -- | -- | -- | -- | --- |
| 1955-56 | ОДО (Ленінград)        | вища  | -  | 0  | -  | -  | -   |
| 1956-57 | «Авангард» (Ленінград) | вища  | -  | 3  | -  | -  | -   |
| 1957-58 | «Авангард» (Ленінград) | вища  | -  | 1  | -  | -  | -   |
| 1958-59 | «Кіровець» (Ленінград) | вища  | -  | 3  | -  | -  | -   |
| 1959-60 | «Кіровець» (Ленінград) | вища  | -  | 5  | -  | -  | -   |
| 1960-61 | «Кіровець» (Ленінград) | вища  | 14 | 20 | -  | -  | -   |
| 1961-62 | «Кіровець» (Ленінград) | вища  | 24 | 10 | 2  | 12 | 36  |
| 1962-63 | «Даугава» (Рига)       | вища  | 35 | 9  | 1  | 10 | 24  |
| 1963-64 | «Динамо» (Київ)        | перша | 39 | 11 | 4  | 15 | -   |
| 1964-65 | «Динамо» (Київ)        | перша | 38 | 18 | 14 | 32 | 26  |
| 1965-66 | «Динамо» (Київ)        | вища  | 35 | 6  | 1  | 7  | 33  |
| 1966-67 | «Динамо» (Київ)        | вища  | 43 | 14 | 2  | 16 | 43  |
| 1967-68 | «Динамо» (Київ)        | вища  | 40 | 12 | 3  | 15 | 46  |
| 1968-69 | «Торпедо» (Мінськ)     | перша | -  | 21 | -  | -  | -   |
| 1969-70 | «Торпедо» (Мінськ)     | перша | -  | 11 | -  | -  | -   |
| 1970-71 | «Торпедо» (Мінськ)     | перша | 40 | 7  | -  | -  | 34  |